# Orfento
Az Orfento egy olaszországi folyó, mely a Majella-hegységben ered, a Pesco Falcone lejtőin (2646 m). Átszeli Pescara megyét majd Caramanico Terme mellett az Ortába torkollik. Völgye természetvédelmi rezervátum, a Majella Nemzeti Park része.